# TZ Corvi
TZ Corvi (TZ Crv / HD 104340 / HIP 58596) es una estrella de magnitud aparente +8,17 situada en la constelación de Corvus. Su distancia respecto al sistema solar no es bien conocida, estimándose entre 3200 y 4200 años luz.
A diferencia del Sol —estrella del disco galáctico—, TZ Corvi es una estrella proveniente del halo galáctico. Su alta velocidad radial (+263,3 km/s), algo superior a la de la estrella de Kapteyn —subenana del halo—, es característica de esta clase de estrellas. Asimismo, el análisis elemental de TZ Corvi sigue las pautas encontradas en estrellas del halo galáctico. Su metalicidad es extremadamente baja ([Fe/H] = -1,43); elementos del grupo del hierro, como escandio y níquel, muestran una abundancia similar a la de aquel, mientras que existe un ligero aumento en los contenidos relativos de cobalto, carbono y vanadio. Es deficiente en manganeso, característica observada en algunas estrellas del halo.
La abundancia de elementos ligeros muestra anomalías que pueden achacarse a la aparición en la superficie estelar de material enriquecido por los procesos triple-alfa y CNO.
Aunque clasificada como gigante de tipo espectral G7III, al ser una estrella deficitaria en metales, su temperatura efectiva —estimada en 4350 K— corresponde a la de una estrella de disco de tipo K2 - K3. Adoptando una masa de ~ 0,7 masas solares, se puede estimar su luminosidad, equivalente a 590 veces la del Sol.